# Steppen-Bartfledermaus
Die Steppen-Bartfledermaus (Myotis aurascens) ist eine Fledermausart aus der Familie der Glattnasen (Vespertilionidae). Sie sieht der Großen Bartfledermaus, der Nymphenfledermaus und der Kleinen Bartfledermaus sehr ähnlich und ist in Eurasien beheimatet.

## Beschreibung
Die Haarbasis des Fells von Myotis aurascens ist dunkel, das Rückenfell grau mit goldenen Spitzen, der Bauch hellgrau bis weiß und die Flughäute schwarz bis dunkelbraun. Die Ohren der Steppen-Bartfledermaus sind braun und der Tragus hellbraun bis rosa.
Das Fell ist lang und kraus und die Ohren mittellang, wobei der äußere Ohrrand eingedellt ist. Die Flughäute sind schmal.
Der Kopf und Rumpf sind bei der Steppen-Bartfledermaus insgesamt 45 bis 52 mm lang, der Unterarm 32 bis 37 mm und die maximale Spannweite beträgt etwa 200 mm.
Das Gesamtgewicht dieser Fledermausart beträgt insgesamt 4,5 bis 7 g.
Die höchste Impulsintensität der Ortungslaute bei Myotis aurascens liegt bei 45 bis 50 kHz.
Insgesamt sieht die Steppen-Bartfledermaus der Großen Bartfledermaus, der Nymphenfledermaus sowie der Kleinen Bartfledermaus sehr ähnlich. Das Aussehen von Myotis aurascens und ihrer Schwesterart, der Großen Bartfledermaus, weist große Übereinstimmungen auf. Sie vermischen sich auch untereinander.

## Verbreitung

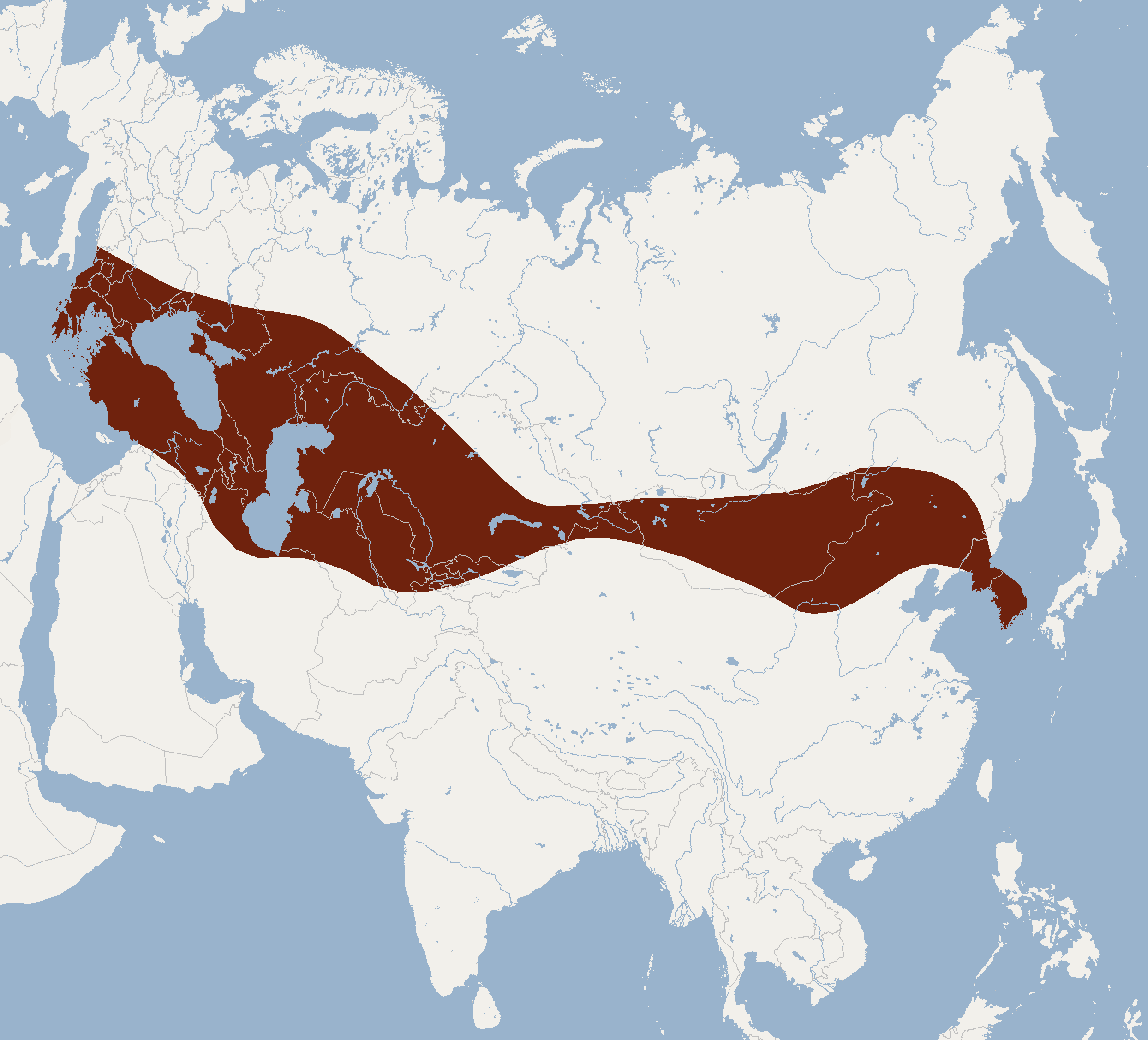
Verbreitung der Steppen-Bartfledermaus im Jahre 2012

Myotis aurascens ist in West- und Zentralasien sowie in Süd- und Südosteuropa beheimatet. Populationen der Fledermausart wurden in Griechenland, Bulgarien, Serbien, Rumänien, Norditalien entlang der Adriatischen Küste, Ungarn, dem Kaukasus und 2023 auch in Kärnten (Österreich) belegt.
Ursprünglich stammt Myotis aurascens aus dem zentralasiatischen Raum, seit längerer Zeit hat sich die Steppen-Bartfledermaus aber auch in Teilen Osteuropas und am Balkan etabliert. Anschließend dürfte sie vermutlich entlang der Mittelmeerküste weiter in den Norden vorgedrungen sein und hat sich auch im Süden Österreichs verbreitet.

### Österreich
Einem Forschungsteam der Universität für Bodenkultur Wien und der Koordinationsstelle für Fledermausschutz und -forschung (KFFÖ) gelang 2023 der Erstnachweis der Steppen-Bartfledermaus in Kärnten. Dabei handelte es sich um den ersten Neu-Nachweis einer Säugetierart in Österreich, seit dem Nachweis der Bulldoggfledermaus in Tirol im Jahre 2008.
Eingefangen wurden verdächtige Exemplare bereits 2020 im Europaschutzgebiet Lendspitz-Maiernigg in Klagenfurt. „Wir haben nach dieser Art in den letzten Jahren bereits an mehreren Orten in Südösterreich gesucht. Der Nachweis in Klagenfurt kam überraschend, da der Fundort in einem von uns bereits früher fledermauskundlich untersuchten Gebiet liegt“, so KFFÖ-Leiter Guido Reiter.
In der Folge gelang den Experten auch der Nachweis einer ganzen Steppen-Bartfledermaus-Kolonie. Das könnte auf einen schon längeren Aufenthalt in Österreich hindeuten, diesbezüglich sie lange übersehen wurde. Daraufhin entwickelte man in Zusammenarbeit mit dem deutschen Experten Christian Dietz eine Methode zur besseren Unterscheidung der äußeren Merkmale der Schwesterarten.

## Lebensraum und Lebensweise
Myotis aurascens hat einen sehr variablen Lebensraum, von Wäldern bis zu Halbwüsten, hierbei in Gebäudespalten, Baumhöhlen, Felsspalten und Höhlen. Im Winterquartier halten sich etwa 15 Exemplare auf.
Sie ist schnell und wendig und fliegt nah über dem Boden auf Insektenjagd.

## Gefährdung
Landschaftsveränderungen und Störungen am Ruheplatz wirken sich in begrenztem Umfang negativ aus. Die IUCN listet die Steppen-Bartfledermaus als nicht gefährdet (least concern) aufgrund einer stabilen Gesamtpopulation.